# Yongchodo
Yongchodo är en ö i provinsen Södra Gyeongsang, i den södra delen av Sydkorea, 300 km sydost om huvudstaden Seoul. Den ligger i socknen Hansan-myeon i stadskommunen Tongyeong. Öns högsta punkt är 192 meter över havet. 